# Welf VII

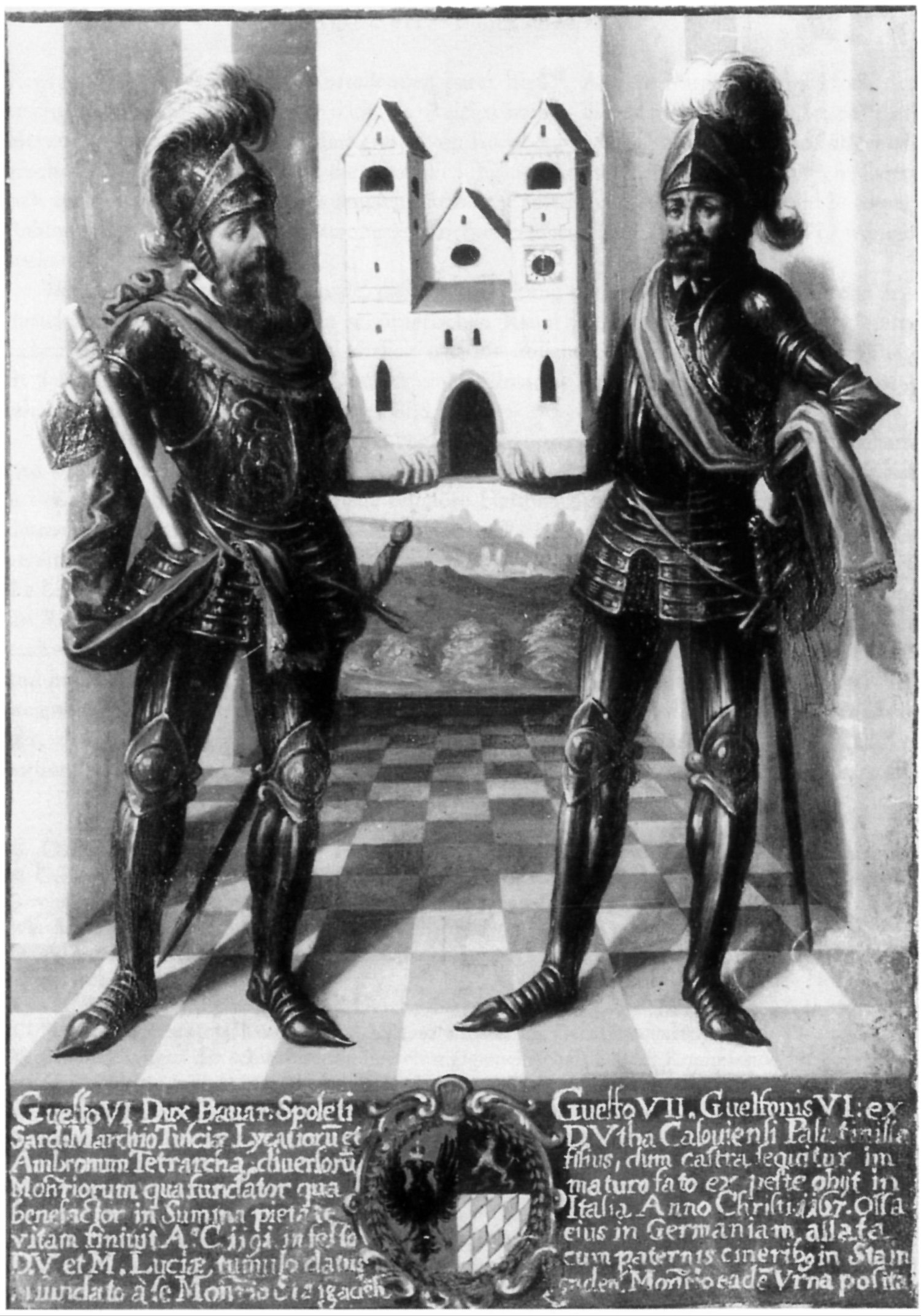
Obraz przedstawiający Welfa VI i Welfa VII (z prawej) z opactwa Steingarden

Welf VII (ur. ok. 1135, zm. 11/12 września 1167) – margrabia Toskanii i książę Spoleto od 1160 do śmierci.
Był jedynym synem margrabiego toskańskiego Welfa VI i Uty, córki hrabiego palatyna reńskiego Gotfryda von Calw. Zarządzał ziemiami swojego ojca w Italii podczas gdy on przebywał głównie w Szwabii. Razem z ojca byli sojusznikami cesarza Fryderyka I Barbarossy w jego wyprawach na Półwyspie Apenińskim już od 1154. W 1160 cesarz nadał mu godność księcia Spoleto. Między 1164 a 1166 uczestniczył w sporze Welfa VI z Hugo z Tübingen, który ostatecznie rozwiązał Fryderyk I. Uczestniczył w wyprawie cesarza przeciw Lidze Lombardzkiej w 1167, podczas której część armii włącznie z nim zapadła na malarię. Zmarł w Sienie i został pochowany w opactwie w Steingaden, gdzie później pochowano także jego ojca. Nie doczekał się potomstwa.